# 라울 알폰신
라울 리카르도 알폰신(스페인어: Raúl Ricardo Alfonsín, 1927년 3월 12일 ~ 2009년 3월 31일)은 아르헨티나의 정치인이다. 1983년 ~ 1989년 대통령을 지냈다.

## 생애
라울 알폰신은 부에노스아이레스주에서 태어났다. 라플라타 대학교에서 법학을 전공했으며, 변호사가 되었다. 급진시민연합 소속으로 부에노스아이레스 주의회 선거에 출마하여 당선됐으나, 군사독재정권 시절 군사독재정치에 항거하는 민주화 운동을 하다가 투옥되기도 했다.
급진시민연합 총재였던 라울은 국민들의 민정 이양 요구에 의해 1983년 10월 치러진 대선에 대통령 후보로 출마하여, 6년 임기의 대통령에 당선됨으로써, 아르헨티나에서 모처럼만의 민간 출신 대통령이 되었다. 아르헨티나의 민주화를 주도한 인물이었기 때문에 국민들의 큰 기대를 모았다. 그는 군사 독재정권의 악습을 청산하고 심각한 경제 문제를 해결할 대대적인 개혁 정책을 내놓았으나 별 성과는 없었다. 이 과정에서 자신의 등 뒤에 숨은 군사정권의 원흉인 호르헤 비델라를 잘 보호해주는 척하다가 갑자기 재판에 회부해 종신형을 선고받게 했다. 이로 인하여 옛날 군사정권 인사들이 쿠데타를 기도하는 음모를 꾸미기도 했다. 군사정부의 외채를 그대로 떠맡았기에, 아르헨티나의 외채는 빠르게 불어났으며, 인플레이션 비율이 연 5,000%에 달했다. 하지만 소극적인 대책으로 일관하여 개혁정치를 기대한 국민들의 인기를 잃었다.
1989년 아르헨티나의 실질 국민소득은 1964년 수준으로 추락했으며, 국민들의 반감으로 임기 종료를 수 개월 남기고 그 해 7월 사임했다. 후임 대통령을 뽑는 선거에는 강력한 경제 개혁 정책을 내놓은 정의당의 카를로스 메넴후보가 당선됐다.
1991년 총선 패배의 책임을 지고 급진시민연합 총재직도 사임했지만, 1993년 다시 총재직에 복귀했다. 1994년 카를로스 메넴 대통령과의 밀약으로 대통령 단임 임기 6년인 헌법을 중임 4년으로 개정했으며, 그 다음해 대통령 선거에 출마하지 않았다. 1995년 급진시민동맹 총재직을 내놓았다가 1999년 ~ 2001년 다시 총재직을 맡았다. 그 후 폐암을 앓다가 2009년 3월 31일 세상을 떠났다.

## 역대 선거 결과
| 선거명      | 직책명              | 대수 | 정당         | 득표율 | 득표수      | 결과 | 당락 |
| ----------- | ------------------- | ---- | ------------ | ------ | ----------- | ---- | ---- |
| 1983년 선거 | 아르헨티나의 대통령 | 39대 | 급진시민연합 | 51.75% | 7,724,559표 | 1위  |      |